# Lucien Baard
Lucien Baard is een Nederlandse journalist. Naast het schrijven van achtergrondverhalen en het maken van reportages doet hij onderzoeksjournalistiek. 
Na zijn opleiding aan de Hogeschool Windesheim in Zwolle begon Lucien Baard in 1985 als journalist bij De Twentsche Courant Tubantia / DPG Media. Zijn publicaties verschenen ook in het AD, De Stentor, de Gelderlander, BN DeStem, Brabants Dagblad, PZC, Eindhovens Dagblad, De Ondernemer, HLN, Dagblad van het Noorden, Leeuwarder Courant, Het Parool en De Limburger. 
Naast het onderzoek rondom medisch specialist Ernst Jansen Steur schreef Lucien Baard in zijn loopbaan ook veel over de vuurwerkramp in Enschede. Hij schreef het boek De vuurwerkramp, dat in april 2025 uitkwam.

## Erkenning
In 2005 publiceerde De Twentsche Courant Tubantia over de verkeerde diagnoses van neuroloog Ernst Jansen Steur en diens plotselinge vertrek uit ziekenhuis Medisch Spectrum Twente. Maar daarna bleef het stil. In 2009 ging echter het deksel van de beerput, nadat Lucien Baard van De Twentsche Courant Tubantia zich met verslaggever Rob Vorkink van RTV Oost zich in de kwestie vastbeten en de misstanden stap voor stap onthulden.  Lucien Baard achterhaalde niet alleen de feiten rond Jansen Steur maar spoorde hem zelfs persoonlijk op in Duitsland. Baard kreeg daarvoor de landelijke journalistieke prijs De Tegel 2009.

### Bestseller 60
| Boeken met noteringen in de Nederlandse Bestseller 60 | Jaar van verschijnen | Datum van binnenkomst | Hoogste positie | Aantal weken | Opmerkingen |
| ----------------------------------------------------- | -------------------- | --------------------- | --------------- | ------------ | ----------- |
| De vuurwerkramp                                       | 2025                 | 30-04-2025            | 28              | 4            |             |

## Prijzen
- De Tegel (2009)